# Ходочасник
Ходочасник је особа која иде на религијско ходочашће. То је обично посета месту од неког религијског значаја. На пример хришћани и Јевреји посећују Јерусалим, а муслимани Меку. Места на која Будисти ходочасте су Капилавасту и Гаја.

## Рефернце
1. ↑  „Путовање или ходочашће - која је разлика?”. Битно.нет. Приступљено 27. 1. 2020.